# Acidente do Sikorsky UH-60M em Taiwan em 2020
No dia 2 de janeiro de 2020, um helicóptero Black Hawk do Grupo de Resgate Aéreo da Força Aérea da República da China (ROCAF) caiu no distrito de Wulai em Nova Taipei, Taiwan, enquanto executava uma missão de transporte VIP. O general Shen Yi-ming, chefe do Estado-Maior de Taiwan (CGS), juntamente com outras 7 pessoas a bordo, morreram no acidente.

## Acidente

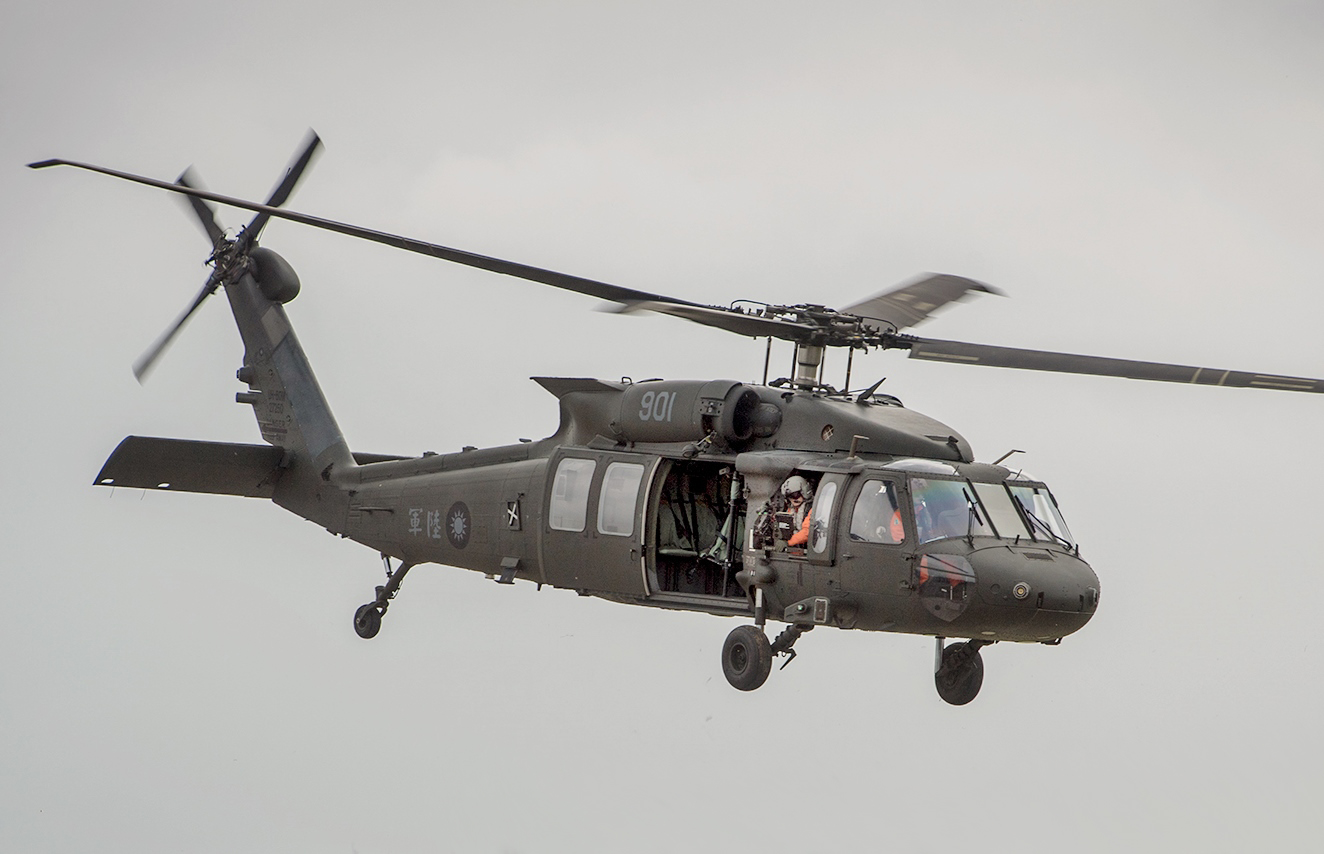
Um helicóptero ROC Army Black Hawk, semelhante ao envolvido, visto em 2012.

O Black Hawk estava descolando para uma missão de rotina para visitar o pessoal de serviço na Estação de Radar Dong'aoling, Su'ao, condado de Yilan . O helicóptero perdeu o contacto com a Base Aérea de Songshan às 8h07, treze minutos após descolar e colidiu com uma montanha.
O general Shen Yi-ming, chefe do Estado-Maior, estava a bordo do helicóptero juntamente com sete outros oficiais e um conselheiro graduado do Quartel-General do Estado-Maior, Ministério da Defesa Nacional (MND-GSH), um correspondente militar e três tripulantes membros. Shen e outros sete, incluindo dois generais, faleceram, enquanto outros cinco ficaram feridos.

## Investigação

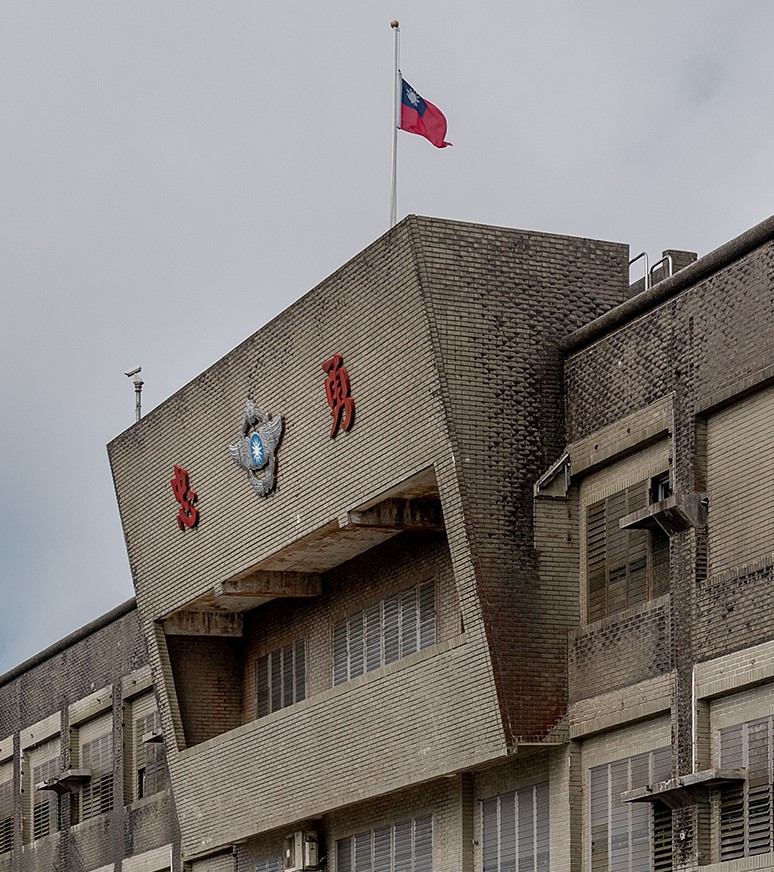
A bandeira nacional na estação de radar de Dong'aoling, destino programado do voo, baixou para até ao meio do mastro no dia 4 de janeiro em condolências pelo acidente.

Durante uma conferência de imprensa no dia 2 de janeiro, o General Hsiung Hou-chi, General Comandante da Força Aérea, afirmou que o governo criou uma força-tarefa para investigar a causa do acidente. Os gravadores de voo da aeronave foram recuperados no dia 3 de janeiro e enviados ao Taiwan Transportation Safety Board. Parte do hardware dentro dos gravadores de voo foi entregue à Sikorsky Aircraft.
No dia 21 de julho de 2020, foi anunciado que Jen I-wei e Chou Shih-kai, ambos destacados para a Base Nº 8 da Asa Meteorológica da Força Aérea no momento do acidente, haviam sofrido demitidos.

## Rescaldo

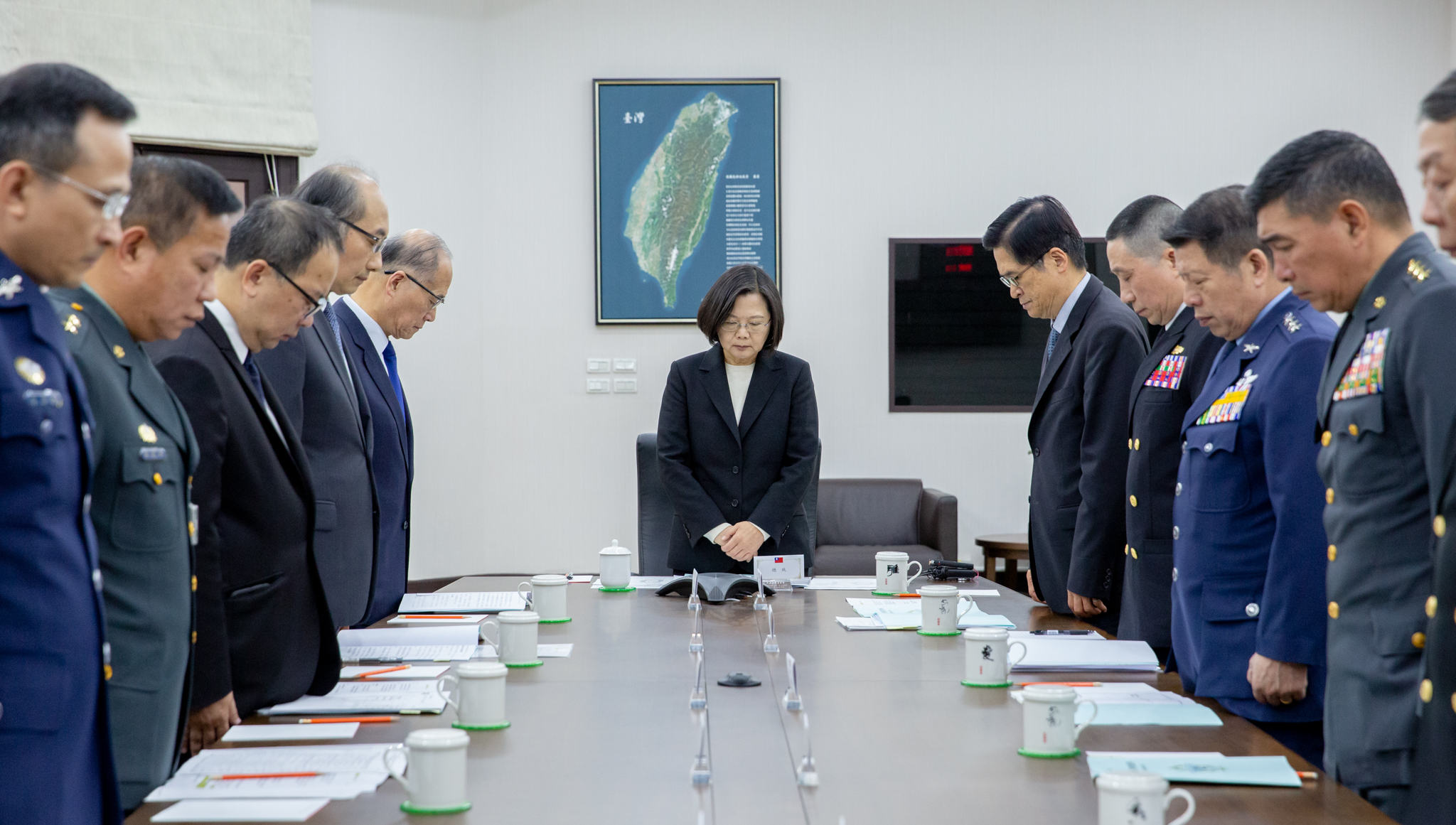
A presidente Tsai Ing-wen, juntamente com generais e almirantes, participou num momento de silêncio na conferência militar após a queda do helicóptero.

Este acidente ocorreu nove dias antes das eleições gerais de Taiwan . O gabinete de campanha da presidente Tsai Ing-wen e o Partido Democrata Progressista anunciaram que as suas actividades de campanha presidencial e legislativa seriam interrompidas por três dias, e o gabinete de campanha presidencial de Han Kuo-yu disse que Han cancelaria eventos de campanha por dois dias.

### Reações

#### Estados Unidos
O General Mark Milley, Presidente do Estado-Maior Conjunto dos Estados Unidos, emitiu uma declaração para expressar condolências aos militares de Taiwan pela morte do General Shen e dos outros sete falecidos em nome dos militares dos EUA. O Instituto Americano em Taiwan, missão representativa dos EUA na ilha, também emitiu uma declaração para apresentar condolências pelo acidente, e que está pronto para ajudar seus colegas de Taiwan nas consequências. Em 3 de janeiro, a bandeira dos Estados Unidos no escritório principal da AIT Taipei voou com metade do mastro.

#### Japão
A Associação de Intercâmbio Japão-Taiwan afirmou que "eles ficaram chocados e tristes com as mortes infelizes de oito funcionários, incluindo o Chefe do Estado-Maior General Shen Yiming e seriam lamentados por seu valor e serviço à nação. Ao mesmo tempo desejando aos cinco sobreviventes uma recuperação rápida e saudável".

#### Outros países
Os escritórios australianos em Taipé, Instituto Alemão em Taipé, Escritório Britânico em Taipé, Escritório polonês em Taipé, juntamente com outras missões estrangeiras em Taiwan, bem como o presidente haitiano Jovenel Moïse, o ministro da Defesa do Paraguai, Bernardino Soto Estigarribia e o ministro das Relações Exteriores de São Cristovão e Nevis, Mark Brantley e outros altos funcionários do governo estrangeiro, também expressaram suas condolências no Facebook e Twitter.